# Старый Новый год
Ста́рый Но́вый год — Новый год по юлианскому календарю (по старому стилю).
Новый год по старому стилю наступает в ночь с 31 декабря (13 января) на 1 января (14 января) до 2100 года, затем разница из-за неточности юлианского календаря составит уже 14 дней и будет смещаться ещё на один день каждые 128 лет. Неофициальный праздник, традиционно отмечаемый в странах, церкви которых отмечают Рождество по юлианскому календарю 25 декабря (7 января). Соответственно, дата наступления «Старого Нового года» соответствует Новому году по юлианскому календарю. Возникновение праздника связано с тем, что Рождество, по календарной традиции, должно предшествовать Новому году, а также с тем, что в Православной церкви на григорианский Новый год приходится Рождественский пост, исключающий обильные застолья, употребление скоромной пищи и увеселения.

## Старый Новый год в странах

### Россия
20 (30) декабря 1699 года — указом №1736 Петра I «О праздновании Нового года» было перенесено начало года в России с 1 сентября на 1 января по юлианскому календарю. Традиция же отмечать Старый Новый год возникла после введения в 1918 году григорианского календаря, вследствие чего 1-е января по юлианскому календарю стало соответствовать 14-му января по принятому григорианскому календарю.
Русская православная церковь в первый день Старого Нового года отмечает праздник Обрезания Господня и память Василия Великого. Этот день не является церковным новолетием, которое празднуется 1 (14) сентября.

### Бывший СССР
После распада СССР, помимо России, Старый Новый год продолжают отмечать жители ряда бывших советских республик (около 40 % населения), православные в странах Прибалтики и дальнего зарубежья с большой долей эмигрантов из бывшего СССР.

### Бывшая Югославия
Традиция встречать Старый Новый год сохранилась в Сербии и Черногории. Сербы называют этот праздник «Сербским Новым годом». Старый Новый год отмечается и в Северной Македонии. В Республике Сербской (части Боснии и Герцеговины) 14 января объявлено нерабочим днём.

### Швейцария
Старый Новый год по юлианскому календарю (старый день св. Сильвестра, нем. Alter Silvester) отмечают также в некоторых немецкоязычных кантонах Швейцарии. В отличие от России, это следы не церковного, а народного неприятия перехода на григорианский календарь (этот переход в протестантской Швейцарии происходил в XVII—XVIII веках).

### Алжир,Марокко,Тунис
Берберы традиционно отмечают новый год по так называемому «берберскому календарю», который представляет собой ни что иное, как юлианский календарь с незначительными отличиями. Ввиду накопившихся ошибок в Алжире берберский Новый год отмечается 12 января, а не 14. Указом президента Алжира 27 декабря 2017 года 12 января объявлено выходным днём.
В 2023 году берберский новый год включён в число официальных выходных королевства Марокко. Праздник отмечается в согласии с юлианским календарём и приходится на 14 января по григорианскому.

### Япония
Японский Старый Новый год (яп. 旧正月 кю:сё:гацу) — это праздник «риссюн» (яп. 立春), начало весны (также начало китайского сельскохозяйственного календаря).

## В массовой культуре
- Пьеса Михаила Рощина «Старый Новый год» (1967).
- Стихотворение Андрея Вознесенского «Старый Новый год» (1975).
- Художественный фильм Олега Ефремова и Наума Ардашникова «Старый Новый год» (1980, СССР, по мотивам пьесы Рощина).